# علي ليبرت
علي ليبرت (بالإنجليزية: Ali Liebert)‏ (و. 1981 – م) هي ممثلة، من كندا، ولدت في سوري، كولومبيا البريطانية.

## وصلات خارجية
- علي ليبرت على موقع IMDb (الإنجليزية)
- علي ليبرت على موقع قاعدة بيانات الفيلم (الإنجليزية)